# Ungarn ved vinter-OL 2022
Ungarn deltog i vinter-OL 2022 i Beijing, Kina i perioden 4. – 20. februar 2022.

## Medaljer
| 2022 Beijing | Guld | Sølv | Bronze | Total |
| Ungarn       | 1    | 0    | 2      | 3     |

### Medaljevindere
| Ungarn under vinter-OL 2022 i Beijing | Ungarn under vinter-OL 2022 i Beijing                                          | Ungarn under vinter-OL 2022 i Beijing | Ungarn under vinter-OL 2022 i Beijing | Ungarn under vinter-OL 2022 i Beijing |
| Medalje                               | Navn                                                                           | Sport                                 | Event                                 | Dato                                  |
| ------------------------------------- | ------------------------------------------------------------------------------ | ------------------------------------- | ------------------------------------- | ------------------------------------- |
| Guld                                  | Shaoang Liu                                                                    | Kortbaneløb på skøjter                | Mændenes 500 meter                    | 13. februar                           |
| Bronze                                | Petra Jászapáti Zsófia Kónya Shaoang Liu Shaolin Sándor Liu John-Henry Krueger | Kortbaneløb på skøjter                | Mixed hold 2000 meter stafet          | 5. februar                            |
| Bronze                                | Shaoang Liu                                                                    | Kortbaneløb på skøjter                | Men's 1000 metres                     | 7. februar                            |